# Georg C. Klaren
Pour les articles homonymes, voir Klaren.
Georg C. Klaren, né Georg Eugen Moritz Alexander Klarič le 10 septembre 1900 à Vienne, à l'époque en Autriche-Hongrie, et mort le 18 novembre 1962 à Sawbridgeworth, dans le Hertfordshire (Angleterre), est un scénariste et réalisateur autrichien.

## Biographie
Georg C. Klaren a travaillé sur l'écriture de plusieurs scénarios avec Herbert Juttke pendant les époques du cinéma muet et du sonores, notamment pour le film Mary (1931) d'Alfred Hitchcock.
Après la Seconde Guerre mondiale, Klaren est le dramaturge en chef du studio public est-allemand DEFA.

## Filmographie (sélection)

### Scénariste
- 1926 : Nanette macht alles
- 1926 : Die Warenhausprinzession
- 1926 : Gern hab’ ich die Frau’n geküßt
- 1927 : Assassination
- 1927 : Dr. Bessels Verwandlung
- 1927 : Liebelei
- 1928 : Casanovas Erbe
- 1928 : Geschlecht in Fesseln
- 1928 : Freiwild. Der Leidensweg der Anna Riedel
- 1928 : Die Dame und ihr Chauffeur
- 1928 : Odette de Luitz-Morat
- 1929 : A Knight in London
- 1929 : Kolonne X
- 1929 : Der Herr vom Finanzamt
- 1929 : Somnambul
- 1929 : Devotion
- 1929 : Cagliostro
- 1929 : Ehe in Not
- 1929 : Meineid
- 1929 : Pierre le matelot
- 1929 : Das Recht der Ungeborenen
- 1929 : Le Chien des Baskerville
- 1930 : Busy Girls
- 1930 : Oh Those Glorious Old Student Days
- 1931 : Danseuses pour Buenos Aires  (Tänzerinnen für Süd-Amerika gesucht) de Jaap Speyer
- 1931 : Elisabeth of Austria
- 1931 : The Lovers of Midnight
- 1931 : Mary
- 1931 : Madame Bluebeard
- 1931 : Gloria
- 1932 : Chauffeur Antoinette (de)
- 1932 : The Love Contract
- 1932 : The Secret of Johann Orth
- 1932 : Three from the Unemployment Office
- 1933 : A Woman Like You
- 1934 : Frasquita
- 1935 : Les Piliers de la société
- 1935 : The Cossack and the Nightingale
- 1936 : Ave Maria
- 1936 : A Woman Between Two Worlds
- 1936 : Shadows of the Past
- 1936 : The Love of the Maharaja
- 1937 : Heimweh
- 1937 : The Beaver Coat
- 1939 : The False Step
- 1941 : Clarissa
- 1941 : Mamma (ou Mutter) de Guido Brignone (version allemande uniquement)
- 1942 : Doctor Crippen
- 1943 : Voyage sans espoir
- 1955 : Love's Carnival

### Réalisateur
- 1931 : Viol ou Mensonge (Kinder vor Gericht)
- 1932 : Ballhaus Goldener Engel
- 1947 : Wozzeck
- 1950 : Semmelweis (de) (Semmelweis - Retter der Mütter)
- 1951 : Die Sonnenbrucks
- 1951 : Call Over the Air
- 1952 : Karriere in Paris
- 1953 : Daughter of the Regiment